# 中島徳至
中島 徳至（なかしま とくし、1967年1月1日 - ）は、日本の実業家（男性）。岐阜県下呂市出身。Global Mobility Service代表取締役社長。東京理科大学大学院総合科学技術経営研究科修了（MOT取得）。これまでにベンチャー企業を3社起業したシリアルアントレプレナー。電気自動車ベンチャー企業を創業・経営し、地球環境問題を解決すべく電気自動車の普及に向け国内外で活動する中で、車を購入したくともローンの審査に通過せず購入できない人々が新興国を中心に数多く存在する現実を目の当たりにし、真面目に働く意欲のある人々に車の利用機会を創出すべく、Mobility×IoT×FinTechベンチャー企業であるGlobal Mobility Service株式会社（GMS）を2013年に設立。誰もがモビリティを利活用できる社会の創造を目指し、従来にはない新たなファイナンスを実現するための画期的なIoT×FinTechサービスの開発・提供を行い、「真面目に働く人が正しく評価される仕組み」を構築すべく国内外で事業開発に取り組んでいる。また、若者の育成に熱心であり、大学生に体験教育の場を与えるためにインターンシップやメンター制度にも早くから取り組み、多くの学生を支援している。また、仕事の合間を縫って大学院や大学や高校、業界団体や経営者勉強会といった場所で、起業家論や技術経営論等についての講演活動を行い、次世代の経営者・技術者育成にも力を注いでいる。これまでに東京大学大学院工学系研究科非常勤講師、岐阜大学大学院工学研究科客員教授、経済産業省のSDGs経営／ESG投資研究会委員、東京大学大学院非常勤講師、一般社団法人FinTech協会理事等を歴任している。経団連審議員、岐阜大学大学院非常勤講師、東京理科大学 上席特任教授、一般社団法人モビリティサービス協会代表理事。

## 経歴
- 1994年に「ゼロスポーツ」を設立。
- 1998年から電気自動車の開発を開始。
- 2000年には当時国内最高速（277.6 km/h）を記録した電気自動車を開発[4]。
- 2001年、大手自動車メーカーが相次いで電気自動車から撤退する中、量産電気自動車EVセラビューを市場投入し、その後10年に渡って販売実績を残す。
- 2003年、ベンチャー企業には困難と言われていた型式認定を国土交通省から取得し、ゼロスポーツは国内17番目の自動車メーカーとなる。
- 2009年、集配用軽バンを用い、政府系企業において全国主要10都市の実証実験を成功。
- 2010年、集配用軽バンの全国導入が始まり、当時国内最大規模の1,000台を超える地域集配用電気自動車を政府系企業より受注し、その車両に搭載するモーターやインバーターは安川電機、リチウムイオンバッテリーはパナソニックエナジー、急速充電システムは国際充電規格のCHAdeMO（チャデモ）を採用する等、ゼロスポーツは高度なシステム制御を実現するメインECUの開発技術力を有していた。電気自動車普及協議会（APEV）初代代表幹事に就任。大手自動車メーカーら350社が加盟する黎明期であった電気自動車業界をけん引する。
- 2011年にはゼロスポーツの全事業譲渡を自らが行い、事業譲渡先である渦潮電機（現・BEMAC）にて電気自動車の事業化を主導した。同時期にADB（アジア開発銀行）が電動トライシクル10万台の導入計画[5]の発表を受け、コンソーシアムリーダーに任命され、初めてフィリピンを訪れた。
- 2011年、フィリピン・マカティ市にBEET Philippine inc.（渦潮電機100%出資）を設立し、初代CEO兼代表取締役社長に就任[5]。
- 2013年11月、Global Mobility Service株式会社を設立。
- 2015年、シリーズAラウンドで約3億円を調達[6]。
- 2016年、DOE（エネルギー省）の政府入札で日系企業として初の3000台の受注[7]。トーマツベンチャーサポート（TVS、東京・千代田）と野村證券主催のMorning Pitch Special Edition2016にて最優秀賞を受賞[8]。
- 2017年、シリーズBラウンドで約7億円を調達。Mobility, IoT, FinTechを始めとする各業界を代表する事業会社複数社が資本参加し、事業展開を加速[9]。三菱東京UFJ銀行主催"第4回 Rise Up Festa"ソーシャルビジネス部門にてGMSが最優秀賞を受賞[10]。自動車業界の概念を覆すプロダクト・サービスを決定する東京モーターショー THE MEET UPにて優勝[11]。
- 2018年、エンデバー・アントレプレナーに選出[12]。シリーズCラウンドで約11億円を調達。Mobility・IoT・FinTech業界の国内未上場ベンチャー企業で最多となる東証一部上場事業会社10社以上が資本参加[13]。Forbes JAPAN「日本の起業家ランキング2019」にてBEST10に選出[14]
- 2018年、経済産業省「J-Startup」に認定。
- 2019年2月、日経ビジネス「世界を動かす日本人50」に選出[15]。JAPAN VENTURE AWARDS 2019にて中小企業庁長官賞受賞[16]。
- 2019年6月、Forbes JAPAN「日本のインパクト・アントレプレナー35」に選出[17]。9月、シリーズDラウンドでデンソーをリードインベスターとし、約17億円の資金調達を第三者割当増資により完了[18]。10月、グッドデザイン金賞（経済産業大臣賞）を受賞[19]。11月、Forbes JAPAN「日本の起業家BEST10 2020」に選出[20]。
- 2020年2月、第8回技術経営・イノベーション大賞にて選考委員特別賞を受賞[21]。内閣府 第2回 日本オープンイノベーション大賞にて経済産業大臣賞を受賞[22]。
- 2020年6月、DNPとの東南アジアにおける物流配送マッチングサービスが「MaaS アワード 2020」にて優秀賞を受賞[23]。10月、第8回プラチナ大賞にて経済産業大臣賞（大賞）を受賞[24]。11月、Forbes JAPAN「日本の起業家BEST10 2021」に3年連続で選出[25]。
- 2021年3月、特許庁 第2回IP BASE AWARDにて奨励賞を受賞[26]。
- 2022年3月、アプラスと共同で推進した外国人向け新型マイカーローンが「JFIA2022」でコラボレーション賞を受賞[27]。
- 2023年、経済産業省「J-Startup Impact」に選出。インパクトスタートアップのロールモデルとして、新しい資本主義の実現に向けた社会変革をけん引することが期待される[28]。
- 2024年7月、日本スタートアップ大賞2024 にて「国土交通大臣賞」を受賞[29]。
- 2024年10月、Japan Mobility Show 2024 未来モビリティ会議 特別セッション、ビジネスセッションに登壇[30]。

## 論文
- 中島徳至「ベンチャー企業への地域CFO制度と教育支援策」『日本ベンチャー学会誌』第16巻、2010年9月、57-60頁、CRID 1390001288143226496、doi:10.24717/jasve.16.0_57、ISSN 1883-4949。
- 中島徳至「技術と社会と新ビジネスモデル ～必然性ある社会課題解決を実現する、IoTサービスの在り方とは～」『国際交通安全学会誌』第42巻第2号、13-19頁、CRID 1523388078313343360、ISSN 2433-4537、NDLJP:11718402。
- Nakashima, Tokushi (2018-07-01). “Creating credit by making use of mobility with FinTech and IoT” (英語). IATSS Research 42 (2):  61-66. doi:10.1016/j.iatssr.2018.06.001. ISSN 0386-1112.
- 中島徳至、髙木朗義「新興国経済発展のブレークスルーをもたらす次世代型金融サービス」『グローバルビジネスジャーナル』第7巻第1号、2021年、1-9頁、CRID 1390007381131536640、doi:10.32169/gbj.7.1_1、ISSN 2434-0111。

## 研究発表
- 日本ベンチャー学会／「ベンチャー企業と地域社会の共振スパイラルの創出」
- 日本ベンチャー学会／「世界の貧困層17億人を救うSDGs経営」
- グローバルビジネス学会／「ベンチャービジネスを活用した地域創生エコシステムの創出」